# Johan Filip Nordlund
Johan Filip Nordlund, även kallad Mälarmördaren, Svarte-Filip, Mordlund, född 22 mars 1875 i Säters landsförsamling, död 10 december 1900 i Västerås, var en svensk brottsling (massmördare) och näst sista person som avrättades i Sverige. Han var den siste att avrättas med handbila, då giljotinen infördes som avrättningsmetod några år efteråt.

## Uppväxt och åren efter
Nordlund föddes 1875 utanför äktenskapet i Övre Stubbersbo nära Säter. Han hade en äldre bror vid namn Joel, som var döv, och en yngre bror Rikard. Året 1879 skall familjen ha flyttat till Falun, där Nordlund troligen hade sin skolgång. Han skall dock ha varit av orolig natur och rymt hemifrån redan innan han var färdig med skolan och under en period 1886 drivit runt i Dalarna tillsammans med en föräldralös skolkamrat. Efter ett tag återvände han till Falun och bodde en kort tid hos föräldrarna innan han återigen gav sig iväg 1887. Eftersom Nordlund var storväxt så kunde han, trots sin ringa ålder, få anställning. Han var under en period sågverksarbetare i Korsnäs, och det var, enligt egen uppgift, det enda hederliga arbete han hade i hela sitt liv. Arbetet skall han ha lyckats behålla i ett och ett halvt år innan han fick sparken på grund av en förfalskad räkning. Hans föräldrar hade vid denna tid flyttat till Gävle och Nordlund tog sig också dit i efterhand. 
Det var nu hans liv som fängelsekund började. År 1893 dömdes Nordlund för första resan stöld till tre års fängelse som han avtjänade på länsfängelset i Malmö. Redan tidigare skall han ha fått avtjäna fyra månader för kreatursstöld av Ljusdals tingslag. I december 1895 dömdes han för diverse brott till tre års frihetsberövande och tre års förlust av medborgerligt förtroende. I början av 1896 fördes han till Långholmen där han skrevs in som straffånge nummer två. På Långholmen satt Nordlund i drygt fyra år och enligt honom själv var det där som planerna för framtiden började ta form.  
Den sista fängelsedomen frigavs han ifrån den 20 april 1900. Tre veckor efter sin frigivning skall han ha återvänt till Gävle med hjälp av sin yngre bror som bodde i Stockholm och hade ett mer ordnat liv. Efter försök att få någon form av arbete i hemstaden skall han ha bestämt sig för att i fortsättningen leva på rån och plundring.

## Mälarbåten Prins Carl

### Rån och mord
Den 17 maj 1900 begick Nordlund ett av de värsta dåden i svensk kriminalhistoria, nämligen massmordet på ångaren Prins Carl. Han hade kvällen innan stigit på båten i Arboga och löst en biljett till Stockholm. Hans bagage bestod av kniv, pistol och ett antal hänglås, med vilka han ämnade låsa båtens maskinrum. Enligt den plan som skildras i boken Mälarmördaren : historien om ett brott (1979) så hade han för avsikt att råna så många som möjligt på båten och få med sig skeppskassan, varefter han skulle sätta eld på båten för att dölja sitt brott. Planen lyckades han emellertid inte genomföra, delvis på grund av att några på båten förmådde dra till sig uppmärksamhet från en annan mälarbåt, Köping. Facit av hans handlingar blev ändå omfattande: fem döda, åtta skadade och en sönderslagen båt. Bytet blev 845 kronor, stulna från kapten Rönngren (han fick dock inte tag på skeppskassan).

### Polisjakten
När ångaren Köping närmade sig Prins Carl flydde Nordlund i livbåten och lyckades obemärkt ro i land. Han skall ha köpt nya kläder i Eskilstuna och med en hårsmån klarat sig från att bli gripen av polisen där. Han hade ursprungligen planerat att ta sig till Köpenhamn via Göteborg. Han kom dock aldrig längre än till Skogstorps järnvägsstation där han greps av tre poliser. Vid gripandet skall Nordlund ha yttrat fraser som Detta var min hämnd på mänskligheten och Tur för er att jag inte kom med tåget, för då hade många fler dött.

### Efterspelet

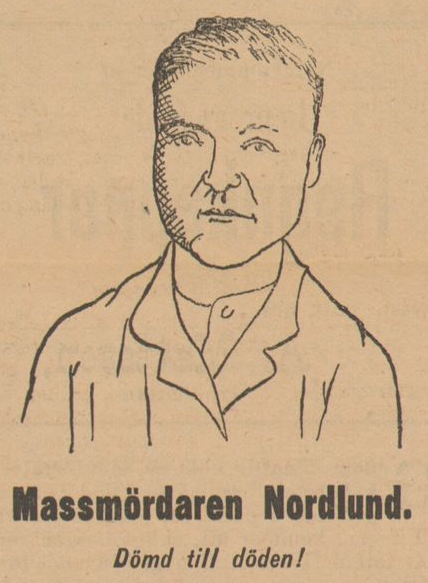
Trollhättans Tidning rapporterade om dödsdomen.

Den 18 maj författade Nordlund ett brev när han satt i häktet i Eskilstuna. Han riktade det till sina två bröder och föräldrar där han deklarerade att det var han som utfört dådet som de läst om i tidningarna. I brevet skrev han att han hade behov av att lätta sitt hjärta för någon och att de inte skulle sörja att han med största sannolikhet skulle dömas till döden. Han avslutade brevet med att han välkomnade döden och ett slut på utanförskapet samt att han önskade sina bröder all välgång i livet. Han skriver också: Många äro de som för bödelns yxa fått låta sina liv. Många goda och ädla människor, sköna kvinnor ja, till och med många drottningar och kungar har fått sluta sina liv så. Därför är mitt sista ord till er, min sista bön är att ni ej tager det för hårdt. Gråt gärna litet, det skadar ej, men förtvifla icke.
Redan efter morden ombord på båten hade Nordlund förstått att om han greps skulle han inte kunna undgå en dödsdom. Mot denna bakgrund kan hans agerande som fånge te sig märkligt; under rättegångarna visade han ingen ånger utan uttryckte istället besvikelse över att han inte lyckats döda de han sårade. I ett misslyckat flyktförsök högg han två vakter med en slipad hasp – han förklarade händelsen med att han inte hade något att förlora – och fick därmed sin dom utökad med ytterligare två mordförsök. I flera källor beskrivs han som en våldsam fånge och det sägs till och med att fångvaktarna var lättade av att slippa en så besvärlig fånge efter avrättningen.
Själva dådet, och framförallt den besinningslöshet med vilket det utfördes, orsakade massmediehysteri i likhet med vad som ofta sker idag. Ett flertal skillingtryck producerades som återgav berättelsen och tidningarna hade omfattande och ofta felaktig rapportering; bland annat rapporterade Svenska Dagbladet överdrivna siffror om antalet döda.

## Avrättningen
Nordlund hade möjligheten att ansöka om nåd, men utnyttjade aldrig denna. Däremot skrev han ett brev till rätten om att han ansåg att han hade blivit felaktigt dömd för rån av personer han aldrig försökt råna. Högsta domstolen meddelade i sitt utslag den 13 november 1900 att detta var utan avseende och att hovrättens dom var lagligen grundad. I väntan på avrättningen skall han ha besökts av både sin mor och pastor August Hylander, som var fängelsepräst på Långholmen, flera gånger. Enligt Karl Linges biografi över missionären Carl Andersson i Vaxholm skall även denne besökt Nordlund i fängelset. Det sista brevet till sin familj skrev han den 5 december, där han berättar att han sökt Herrens förlåtelse för sina synder. Därefter upphör kontakten med föräldrarna.
Nordlund avrättades klockan 08:00 på morgonen den 10 december på Västerås länsfängelse genom handbila. Skarprättare var Anders Gustaf Dahlman som utförde sin femte och näst sista avrättning. Enligt boken Mälarmördaren är Nordlunds sista ord; "Gud vare mig syndare nådig och trygg i min Jesu armar". Då hans familj, och efterlevande, tog emot kroppen kom Nordlund att till skillnad från många andra avrättade fångar begravas i vigd jord. Detta hade blivit lagligt först under 1860-talet och även efter detta var det ovanligt att så blev fallet. Det var dock inte hela kroppen som fick begravas, utan Nordlunds kranium hamnade i Anatomiska institutet i Uppsalas samlingar, och tillhör idag Gustavianum. Nordlund omnämns i minneslunden på Östra kyrkogården i Västerås.
Stockholms Dagblad skrev den 10 december om avrättningen:

"Mångmördaren Nordlund afrättades strax efter kl. 8 i morse å fängelsets gård härstädes. Närvarande voro länsnotarien B. Hendeberg, fängelsets direktör, predikant och läkare, magistratens ombud rådman V. Ödman, professorerna J. A. Hammar och V. Hultkrantz samt f. d. professor E. Clason, Upsala, professor E. Holmgren, Stockholm, tre medicine amanuenser, tre ombud för Vesterås stadsfullmäktige samt representanter för stadens båda tidningar. Länsnotarien Hendeberg uppläste domen, fången utfördes, fängslad och med bindel för ögonen. Han åtföljdes af fängelsedirektören på ena och fängelsepredikanten på andra sidan. Han bad så en bön och sjöng en sång, hvilken han ännu fortsatte, då han nedlade hufvudet till stupstocken. Ett enda hugg af bilan skilde hufvudet från kroppen. Liket öfverlemnades till de närvarande medicinska auktoriteterna för undersökningar."

## Debatt
Efter att Nordlund avrättats tog en samhällsdebatt vid som handlade om huruvida brottslighet berodde på arv eller inte. Besvärande för både dem som hävdade tesen om arv och för dem som hävdade tesen om miljö, var förstås att Nordlund aldrig haft något annat än gott att säga om sina föräldrar och att dessa visade stöd för sonen ända fram till slutet. Nordlund kom heller inte från någon känd förbrytarsläkt. Dödsstraffmotståndare som Hjalmar Branting påpekade att det var olyckligt att Nordlund blivit frisläppt från fängelset.
I boken Överheten och svärdet av Ivar Seth, som är en genomgång av debatten kring dödsstraffets avskaffande, framställs det att Nordlunds gärningar skulle ha försvårat för två av tre andra livdömda (Lars Nilsson och Theodor Julius Sallroth) vid samma tidpunkt att få nåd. I analysen hävdar han att dådet på Mälaren skall ha fått rätten och konungen att gå ifrån den praxis som gällt sedan 1864. I boken menas att om man tillämpat praxis borde både Nilsson och Sallroth blivit benådade (och att det inte fanns något system i att Sara Lund, utöver hennes kön, som var den fjärde livdömda det året, benådades då Nilsson och Sallroth inte blev benådade). Ur argumentationen från motståndarsidan illustrerar följande citat från Carl Lindhagen (sedermera borgmästare i Stockholm) åsikterna kring Nordlunds gärning på ett bra sätt;
"Den gamla uppfattningen att dödsstraffet om ock blott småningom, bör avskaffas, bygger naturligtvis inte på den orimliga förutsättningen att någon särskilt svår förbrytelse inte vidare skall inträffa; följaktligen får en upplyst allmän mening inte förlora sinnesnärvaron och släppa alla sina grundsatser endast därför att ett enastående undantagsfall som Nordlunds inträffar."
Av vissa togs Nordlunds brist på empati för offren som ett bevis på sinnessjukdom. En undersökning av dennes sinnestillstånd gjordes av professor Frey Svensson som kom fram till att Nordlund led av konstitutionell styvsinthet samt impulsivitet och grymhetsnjutning. Hur som helst har det hävdats att det var olyckligt att avrätta en person som Nordlund på grund av dennes sinnessjukdom, och att dennes brott var en effekt av samhällets oförmåga att fånga upp personer med problem. Givetvis fanns den andra sidan också representerad; många i etablissemanget skall ha använt Nordlund som exempel på varför dödsstraffet var nödvändigt. Som exempel nämndes kostnader för en fånge av Nordlunds karaktär och dennes våldsamhet mot fängelsepersonalen; dödande av livstidsfånge i fängelse var vid tidpunkten det enda brott som belades med obligatoriskt dödsstraff, dvs om Nordlund hade dödat fängelsevakten med hugget hade dödsdom varit den enda möjliga. Det skulle dock dröja nästan tio år tills nästa dödsdom verkställdes av Dalman, i november 1910 mot Alfred Ander genom giljotin, och drygt 20 år innan dödsstraffet avskaffades för brott begångna i fredstid.